# Guanosine diphosphate mannose
Le guanosine diphosphate mannose, abrégé en GDP-mannose, est un nucléotide ose substrat des mannosyltransférases, une catégorie de glycosyltransférases spécialisées dans le métabolisme du mannose.